# ماركوس تافيرنييه
ماركوس تافيرنييه (مواليد 22 مارس 1999) هو لاعب كرة قدم إنجليزي يلعب في مركز خط الوسط في نادي بورنموث.

## وصلات خارجية
- ماركوس تافيرنييه على موقع الاتحاد الأوربي (الإنجليزية)
- ماركوس تافيرنييه على موقع قاعدة بيانات كرة القدم.إي يو (الإنجليزية)
- ماركوس تافيرنييه على موقع ليكيب (الفرنسية)
- ماركوس تافيرنييه على موقع Soccerbase.com (لاعب) (الإنجليزية)
- ماركوس تافيرنييه على موقع Soccerway.com (الإنجليزية)
- ماركوس تافيرنييه على موقع عالم كرة القدم.نت (الإنجليزية)